# Nemoura hamulata
Nemoura hamulata är en bäcksländeart som beskrevs av Zhiltzova 1971. Nemoura hamulata ingår i släktet Nemoura och familjen kryssbäcksländor. Inga underarter finns listade i Catalogue of Life.